# Погіршення точності

Пояснення геометричного погіршення точності (GDOP). На малюнку A — схема визначення свого розташування за вимірюванням відстані до двох орієнтирів (вимірювач знаходиться на перетині двох кіл із заміряними радіусами). На малюнку B — те ж саме з зображенням похибки (вимірювач знаходиться в зеленій області). C — ілюстрація того, як несприятливе розташування орієнтирів спричиняє збільшення похибки (підвищує значення GDOP).

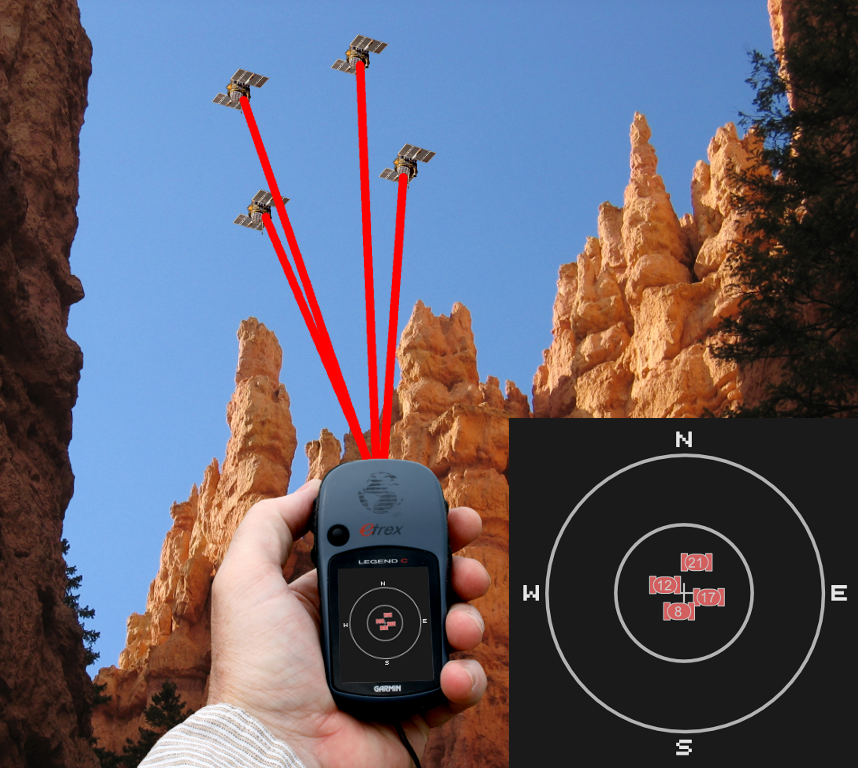
Несприятливе розташування навігаційних супутників: всі вони занадто близькі один до одного, що збільшує GDOP (зменшує точність)

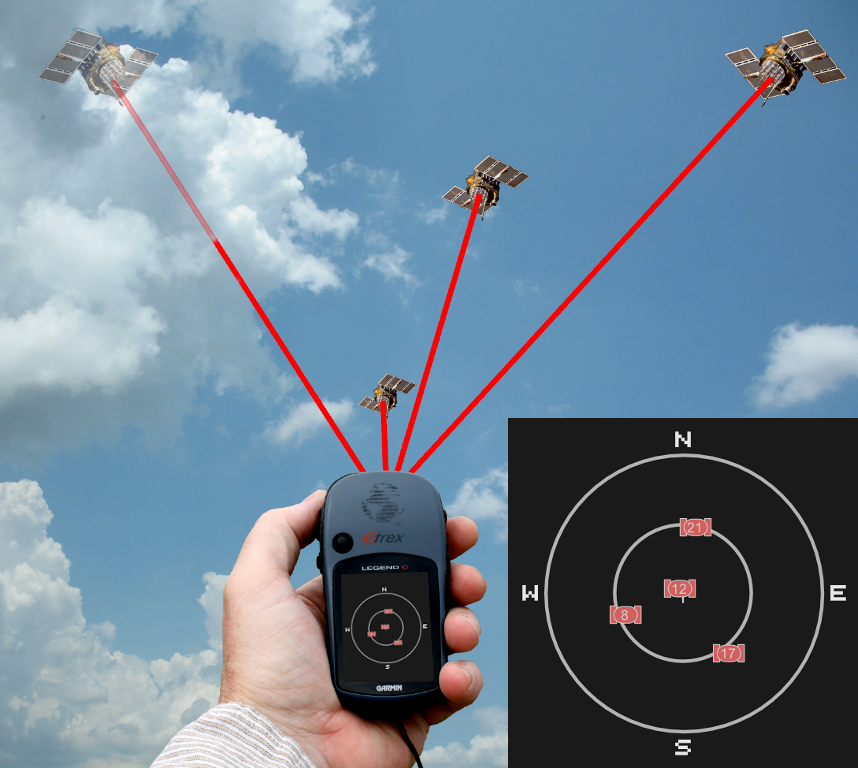
Сприятливе розташування супутників (дає малу величину GDOP і високу точність)

Погіршення точності (англ. dilution of precision, DOP), або геометричне погіршення точності (GDOP) — поняття в супутниковій навігації і геоматиці, що характеризує вплив геометрії розташування навігаційних супутників на точність визначення місця розташування. Цій величині пропорційна похибка розташування.

## Загальні відомості
Концепція погіршення точності (DOP) виникла при використанні навігаційної системи Loran-C. Ідея геометричної DOP є можливість розрахувати і вказати як похибки вимірювання вплинуть на остаточній результат розрахунку. Вона може бути визначена як:
{\displaystyle GDOP={\Delta }} (Отримана позиція) / {\displaystyle {\Delta }} (Виміряні дані)
Можна уявити собі зміну похибки в вимірюваннях, які відбуваються при зміні частини {\displaystyle \Delta }(Вимірянні дані). В ідеалі невеликі зміни в вимірюваних даних не призведуть до великих змін в обрахованій позиції, тому результат виразу буде дуже чутливим до відхилень через похибку. Інтерпретація цієї формули показана на малюнку справа, що показує сценарії прийнятного і поганого значення  GDOP.
Згодом термін почав більш широко застосовуватись із розвитком GPS. Нехтуючи іоносферним  і тропосферним ефектами, сигнал від навігаційних супутників має фіксовану точність. Тому, взаємне геометричне розташування супутників відіграє основну роль у визначення точності визначених позиції і часу. Через відносне розташування кожного окремого супутника до приймача, точність визначення псевдовідстані до супутників враховує компонент кожного з чотирьох вимірів позиції, що виміряється приймачем (тобто, {\displaystyle x}, {\displaystyle y}, {\displaystyle z}, і {\displaystyle t}). Якщо видимі навігаційні супутники знаходяться близько один до одного в небі, геометрія є поганою і значення DOP є великим; якщо ж вони далекі один від одного, геометрія є хорошою і значення DOP є малим. Розглянемо два кільця (центрами яких є навігаційні супутники), що перетинаються. Якщо вони перетинаються під прямим кутом, площа перекриття буде меншою, ніж в інших випадках. Таким чином, при більшій кутовій відстані між супутниками значення DOP і похибка позиціонування будуть меншими. Іншими факторами, які можуть збільшити значення DOP, є перешкоди, такі як гори чи будинки поблизу. 
DOP може задаватися як набір окремих вимірювань:
- HDOP – горизонтальне погіршення точності
- VDOP – погіршення точності по вертикалі
- PDOP – погіршення точності позиції в тривимірному просторі (3D)
- TDOP – погіршення точності часу